# Sérgio Paulinho
Sérgio Miguel Moreira Paulinho (Oeiras, 26 maart 1980) is een Portugees voormalig wielrenner.

## Carrière
In 1999 wist Paulinho als belofte de zevende etappe van de Ronde van Portugal van de Toekomst te winnen. Drie jaar later werd hij nationaal beloftenkampioen tijdrijden door Edgar Anão en Hernâni Brôco naar de dichtste ereplaatsen te verwijzen.
Tijdens de Olympische Zomerspelen van 2004 in Athene behaalde hij de zilveren medaille in de olympische wegwedstrijd, hij werd daarin door Paolo Bettini geklopt. Daarnaast won hij dat jaar twee etappes in de Ronde van Portugal. In 2008 vertrok Paulinho de Kazachse Astana-ploeg die mee deed aan de Pro Tour, maar veel problemen ondervond door het dopingschandaal vanuit de Tour 2007. Hij verhuisde net zoals zijn kopmannen Alberto Contador en Levi Leipheimer mee van Discovery Channel. Aan de vooravond van de Ronde van Frankrijk in 2006 werd Paulinho een startverbod opgelegd door de Tourorganisatoren wegens vermeende betrokkenheid bij een dopingschandaal. Later dat jaar werd hij daarvan vrijgesproken, waardoor hij kon starten in de Ronde van Spanje en zodoende alsnog zijn eerste grote ronde kon rijden. In die Vuelta wist hij de tiende etappe te winnen door Davide Rebellin en Xavier Florencio twee seconden voor te blijven.

## Overwinningen
1999
7e etappe Ronde van Portugal van de Toekomst
2000
4e etappe GP CCRLVT
2002
 Portugees kampioen tijdrijden, Beloften
Proloog, 3e en 4e etappe Ronde van Portugal van de Toekomst
2004
 Portugees kampioen tijdrijden, Elite
7e en 10e etappe Ronde van Portugal
2006
10e etappe Ronde van Spanje
2008
 Portugees kampioen tijdrijden, Elite
2009
4e etappe Ronde van Frankrijk (TTT)
2010
10e etappe Ronde van Frankrijk
2016
5e etappe Ronde van Kroatië (TTT)

## Resultaten in voornaamste wedstrijden
| Jaar | Ronde van Italië | Ronde van Frankrijk | Ronde van Spanje |
| ---- | ---------------- | ------------------- | ---------------- |
| 2003 |                  |                     |                  |
| 2004 |                  |                     |                  |
| 2005 |                  |                     |                  |
| 2006 |                  |                     | 16e (1)          |
| 2007 |                  | 65e                 | opgave           |
| 2008 |                  |                     | 26e              |
| 2009 |                  | 35e                 |                  |
| 2010 |                  | 45e (1)             |                  |
| 2011 |                  | 81e                 | 85e              |
| 2012 |                  | 50e                 | 70e              |
| 2013 |                  | 136e                |                  |
| 2014 |                  | 89e                 | 57e              |
| 2015 | 97e              |                     | opgave           |
| 2016 |                  |                     | 115e             |

| Jaar | Milaan-San Remo | Ronde van Vlaanderen | Parijs-Roubaix | Amstel Gold Race | Luik-Bast.‑Luik | Ronde van Lombardije | Waalse Pijl |  | WK op de weg |  | Wereldranglijsten |
| ---- | --------------- | -------------------- | -------------- | ---------------- | --------------- | -------------------- | ----------- |  | ------------ |  | ----------------- |
| 2003 |                 |                      |                |                  |                 |                      |             |  | opgave       |  |                   |
| 2004 |                 |                      |                |                  |                 |                      |             |  |              |  |                   |
| 2005 | 166e            | opgave               | opgave         |                  | 70e             |                      | 102e        |  |              |  |                   |
| 2006 |                 |                      |                |                  |                 |                      |             |  | 42e          |  | 115e (UPT)        |
| 2007 |                 |                      |                | opgave           | 104e            |                      | 111e        |  |              |  | 142e (UPT)        |
| 2008 |                 |                      |                | opgave           |                 |                      |             |  | 21e          |  |                   |
| 2009 |                 |                      |                |                  |                 |                      |             |  | 34e          |  |                   |
| 2010 |                 |                      |                |                  | 112e            |                      | opgave      |  |              |  | 129e (UWK)        |
| 2011 |                 |                      |                | opgave           | opgave          |                      | opgave      |  |              |  | 217e (UWT)        |
| 2012 |                 |                      |                |                  |                 | 44e                  | 107e        |  | 70e          |  |                   |
| 2013 |                 |                      |                |                  |                 |                      |             |  |              |  |                   |
| 2014 |                 |                      |                |                  |                 | 64e                  |             |  | opgave       |  |                   |
| 2015 |                 |                      |                |                  |                 | opgave               |             |  |              |  |                   |
| 2016 |                 |                      |                |                  |                 | opgave               |             |  | opgave       |  |                   |

## Ploegen
- 2002 –  ASC-Vila do Conde
- 2003 –  ASC-Vila do Conde
- 2004 –  LA-Pecol
- 2005 –  Liberty Seguros-Würth Team
- 2006 –  Astana-Würth Team [a]
- 2007 –  Discovery Channel Pro Cycling Team
- 2008 –  Pro Team Astana
- 2009 –  Astana Pro Team
- 2010 –  Team RadioShack
- 2011 –  Team RadioShack
- 2012 –  Team Saxo Bank-Tinkoff Bank [b]
- 2013 –  Team Saxo-Tinkoff
- 2014 –  Tinkoff-Saxo
- 2015 –  Tinkoff-Saxo
- 2016 –  Tinkoff
- 2017 –  Efapel
- 2018 –  Efapel
- 2019 –  Efapel
- 2020 –  Efapel
- 2021 –  L.A. Aluminios-L.A. Sport

Andrle ·
Baranowski · 
Barredo · 
Beloki ·
Caruso · 
Contador ·
Davis ·
de Kort ·
Etxebarria ·
Gil ·
González de Galdeano ·
Heras ·
Hernández ·
Hruška ·
Jaksche ·
Kemps ·
Navarro ·
Nozal ·  
Paulinho ·
Ramírez ·
Redondo ·
Ribeiro (tot 30/04) ·
L. L. Sánchez ·
Santos ·
Scarponi ·
Serrano ·
Vicioso ·
Rojas (stagiair) ·
E. Sánchez (stagiair)
Abellán ·
Baranowski · 
Barredo · 
Bazajev ·
Beloki ·
Caruso · 
Contador ·
Davis ·
de Kort ·
Etxebarria ·
Jakovlev ·
Jaksche ·
Kasjetsjkin ·
Kemps ·
Navarro ·
Nozal ·  
A. Osa · 
U. Osa ·
Paulinho ·
Ramírez ·
Redondo ·  
Rojas ·
E. Sánchez ·
L. L. Sánchez ·
Santos ·
Scarponi ·
Serrano ·
Vicioso ·
Vinokoerov
Basso (tot 30/04) · 
Beppu ·
Bileka · 
Brajkovič ·
Contador ·
Cruz ·
Cummings ·
Danielson ·
Davis ·
Devine ·
Devolder ·
Fuyu ·
Goesev ·
Hincapie · 
Leipheimer ·
Lowe · 
Martínez ·
McCartney ·
Meersman ·
Murn · 
Noval ·
Padrnos ·
Paulinho ·
Popovytsj · 
Rubiera ·
Vaitkus ·
Vandborg ·
Van Goolen ·
White (tot 15/08)
Bazajev ·
Brajkovič ·
Colom ·
Contador ·
de Kort ·
Frei ·
Goesev (tot 31/07) ·
Haselbacher ·
Horner ·
Iglinski ·
Ivanov ·
Jakovlev ·
Joachim · 
Kemps · 
Kirejev ·
Klöden ·  
Köpeşov ·
Leipheimer ·
Mazet · 
Mizoerov ·  
Morabito ·
Moeravjov · 
Navarro ·
Noval ·
Paulinho ·
Rast ·
Rubiera ·  
Schär · 
Vaitkus ·
Zejts
Armstrong ·
Bazajev ·
Brajkovič ·
Contador ·
Dmitriev ·
Dyaçenko ·
Hernández ·
Horner ·
Iglinski · 
Kirejev ·
Klöden ·  
Köpeşov ·
Leipheimer ·  
Morabito ·
Moeravjov · 
Navarro ·
Noval ·
Paulinho ·
Popovytsj ·
Raimbekov ·
Rast ·
Renev ·
Rubiera ·  
Schär · 
Vaitkus ·
Vinokoerov ·
Yoandri ·
Zejts ·
Zubeldia
Armstrong ·
Beppu ·
Bewley ·
Brajkovič ·
Busche ·
Hermans ·
Horner ·
Impey ·
Irizar ·
Fuyu (tot 30/04) ·
Klöden ·
Leipheimer ·
Lequatre ·
Machado · 
McCartney ·
Moeravjov ·
Paulinho ·
Popovytsj ·
Rast ·
Rosseler ·
Rovny ·
Rubiera ·
Selander ·
Steegmans ·
Vaitkus ·   
Zubeldia ·
Avery (stagiair) ·
Phinney (stagiair) ·
Sergent (stagiair) 
Armstrong (tot 16/02) ·
Beppu ·
Bewley ·
Brajkovič ·
Busche ·
Cardoso ·
Deignan ·
Hermans ·
Horner ·
Hunter ·
Irizar ·
King ·
Klöden ·
Kwiatkowski ·
Leipheimer ·
Lequatre ·
Machado · 
McCartney ·
McEwen ·
Moeravjov ·
Oliveira ·
Paulinho ·
Popovytsj ·
Rast ·
Rosseler ·
Rovny ·
Selander ·
Sergent ·
Zubeldia ·
Bennett (stagiair) ·
Parker (stagiair) ·
Sjaloenov (stagiair) 
Boaro ·
Cantwell · 
Christensen ·
Contador ·
J. J. Haedo ·
L. S. Haedo ·
Hoestov ·
Hernández ·
Juul-Jensen ·
Jørgensen ·
Klostergaard ·
Kroon ·
Lund ·
Majka ·
Margaliot ·
Marycz ·
Miyazawa ·
Mørkøv ·
Navarro ·
Noval ·
Nuyens ·
Paulinho ·
Pires ·
Roberts ·
C. A. Sørensen ·
N. Sørensen · 
Steensen ·
Tanner ·
Tosatto ·
Vinther
Bennati ·
Boaro ·
Breschel ·
Cantwell · 
Christensen ·
Contador ·
Duggan ·
Hernández ·
Juul-Jensen ·
Jørgensen ·
Kreuziger ·
Kroon ·
Kump ·
Lund ·
Majka ·
McCarthy ·
Miyazawa ·
Mørkøv ·
Noval ·
Petrov ·
Paulinho ·
Pires ·
Roche ·
Rogers ·
C. A. Sørensen ·
N. Sørensen · 
Sutherland ·
Tosatto ·
Zaugg ·
Hansen (stagiair) ·
Poljański (stagiair)
Beltrán · Bennati · Boaro · Breschel · Contador · Hansen · Hernández · Juul-Jensen · Kolář · Kreuziger · Kroon · Kump · Majka · McCarthy · Mørkøv · Paulinho · Petrov · Pires · Poljański · Roche · Rogers · Rovny · C.A. Sørensen · N. Sørensen · Sutherland · Tosatto · Troesov · Valgren · Zaugg · Guldhammer (stagiair)
Basso · Beltrán · Bennati · Boaro · Bodnar · Breschel · Broett · Contador · Hansen · Hernández · Juul-Jensen · Kišerlovski · Kolář · Kreuziger · Majka · McCarthy · Mørkøv · Paulinho · Petrov · Pires · Poljański · Rogers · Rovny · J. Sagan · P. Sagan  · Sørensen · Tosatto · Troesov · Valgren · Zaugg · Gogl (stagiair) · Großschartner (stagiair) · Tolhoek (stagiair)
Baška · Bennati · Blythe · Boaro · Bodnar · Broett · Contador · Gatto · Gogl · Hansen · Hernández · Kišerlovski · Kolář · Kreuziger · Majka · McCarthy · Paulinho · Petrov · Poljański · Rogers · Rovny · J. Sagan · P. Sagan   · Tosatto · Trofimov · Troesov · Valgren · Ballerini (stagiair) · Fortunato (stagiair) · Montagnoli (stagiair)
Arroyo · Casimiro · del Pino · Jurado · Mestre · P. Paulinho · S. Paulinho · B. Silva · R. Silva